# Baken Kydykejewa

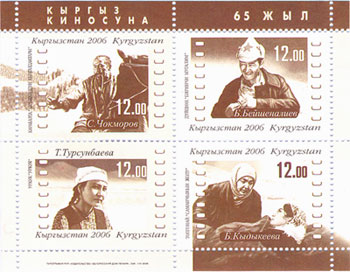
Baken Kydykejewa auf einer kirgisischen Briefmarke

Baken Kydykejewa (kirgisisch/russisch Бакен Кыдыкеева; * 20. Oktober 1923 in Turkestanische ASSR; † 30. Dezember 1993 in Bischkek, Kirgisistan) war eine kirgisisch-sowjetische Schauspielerin.

## Filmografie (Auswahl)
- 1965: Der erste Lehrer (kirgisisch Биринчи мугалим, russisch Первый учитель)
- 1969: Abschied von Gulsary

## Preise, Ehrungen und Auszeichnungen
- Volkskünstlerin der UdSSR (1970)[1]
- Stalinpreis
- Leninorden (1958)
- Toktogul-Satylganow-Preis (1970)